# Enceinte de Castres
L'enceinte de Castres, aujourd'hui disparue, était l'ensemble des fortifications de la cité de Castres (Tarn). Les remparts de la ville enserraient ce que l'on appelle aujourd'hui l'écusson.

## Historique

### La construction des remparts
Les remparts de Castres ont sûrement été élevés entre les XIIe et XIVe siècles.
En 1178, les premiers remparts étaient déjà debout, lorsque le légat du pape Henri de Marcy arrive à Castres pour convaincre le vicomte Roger II Trencavel, alors suzerain de Castres, de libérer l'évêque Gérard Ier. Néanmoins, si la famille du vicomte est présente, lui ne l'est pas. Henri de Marcy rapporte alors dans son rapport que Castres  (Castres signifiant "camp fortifié").« méritait bien son nom de Castres que lui donnaient ses habitants »
Au cours de cette même période, la seconde moitié du XIIe siècle, les bourgeois de la ville se sont mis d'accord avec les vicomtes Trencavel pour payer un impôt spécial pour la construction et l'entretien des fortifications qui est de 300 sols melgorien par an.
En 1355, alors que le Prince Noir ravage le Languedoc, le comte Jean VI de Vendôme et son fils Bouchard VII, élèvent une palissade en bois pour renforcer les défenses, puis au cours des décennies suivantes, c'est une nouvelle muraille en pierre qui voit le jour. Au passage, le couvent des Trinitaires est détruit pour être reconstruit dans l'enceinte.
En 1454, alors que Jacques d'Armagnac est comte de Castres, la cité ne compte que « 4 portes qui n'avaient rien de monumental ».

### Les guerres de Religion et la destruction des remparts
En 1621, durant les rébellions huguenotes menées par le duc Henri II de Rohan, les soldats huguenots renforcent les remparts, en partie à l'aide de pierres issues d'édifices religieux catholiques, comme l'église Saint-Jacques de Villegoudou. Néanmoins, après la défaite des protestants face au roi Louis XIII, et en application du traité d'Alès de 1629, l'enceinte de Castres est arasée, sous la supervision de l'évêque d'Albi Alphonse II d'Elbène mandé par le cardinal Richelieu. Pour autant, elle n'est pas entièrement détruite, comme le montre le plan de la ville en 1674.
En 1767, sur décision des consuls de la ville, un projet d'embellissement de Castres est engagé. Les derniers remparts sont abattus, les anciennes douves sont comblées, les terrains aplanis, et de longues promenades, aujourd'hui remplacées par les boulevards des Lices, Foch et Clemenceau, reprennent le tracé de ces fossés. De même, de nouvelles portes sont édifiées, sous la forme de massifs pilastres décoratifs, à l'embouchure des rues Tolosane, Victor-Hugo et Émile-Zola.
Aujourd'hui, il demeure tout de même quelques vestiges de l'enceinte castraise, sur la place Sicard, ou le long du boulevard des Lices.

## Organisation
Les fortifications de Castres était puissantes et étendue sur plusieurs niveaux. Si les remparts entourant "l'écusson" étaient déjà puissants, ils étaient doublés par plusieurs enceintes de fossés inondés et autres fortifications s'étendant sous la forme d'un réseau à la Vauban. Les rivières Travet et Durenque aidaient aussi comme défenses naturelles. Le château d'Arifat, perché sur les hauteurs au-dessus de la Durenque, permettait aussi de protéger l'accès à la cité, et de prévenir les attaques.

Les remparts du centre-ville de Castres suivait le tracé actuel des boulevards des Lices, Foch et Clémenceau qui font le tour du centre-ville. Ils étaient composés de 10 portes fortifiées accompagnées de corps-de-garde, de barbacanes, d'une autre tour et de hautes courtines, possiblement surmontées de hourds. 

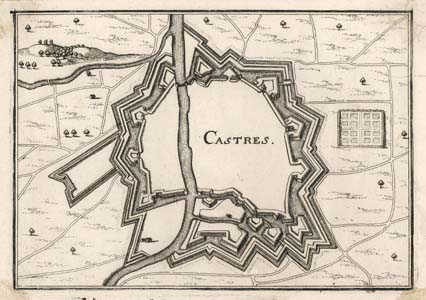
Les niveaux de fortifications en 1638, après la destruction des remparts, par le cartographe Christophe Tassin.
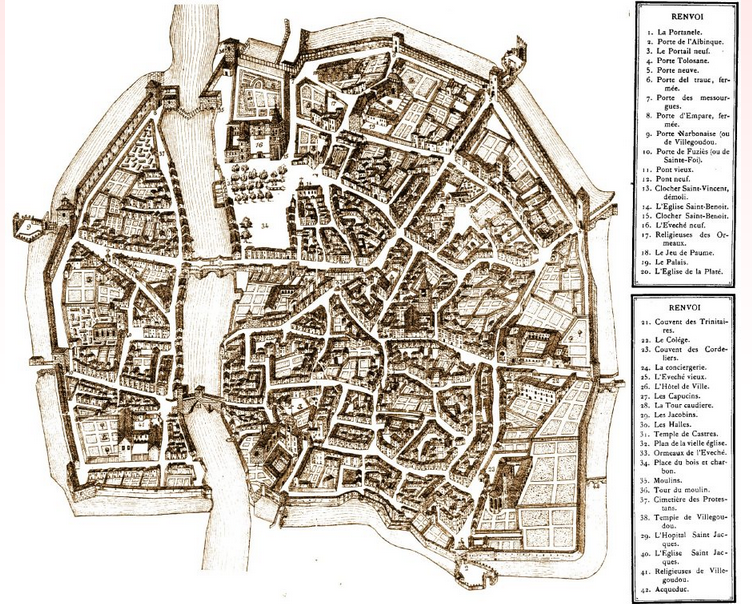
L'écusson en 1674 par Samuel Picard.

### Portanele
La Portanele était une petite porte fortifiée créée lors des travaux de 1355 par le comte Jean VI. Elle était composée d'une tour percée par une arche, ainsi que d'un pont enjambant les douves. Elle se trouvait au Nord de la ville, en bordure de l'Agout, à proximité de l'ancien hôtel de ville, de l'ancien palais épiscopal et du couvent des Capucins, à l'extrémité de l'actuelle rue Henri IV.

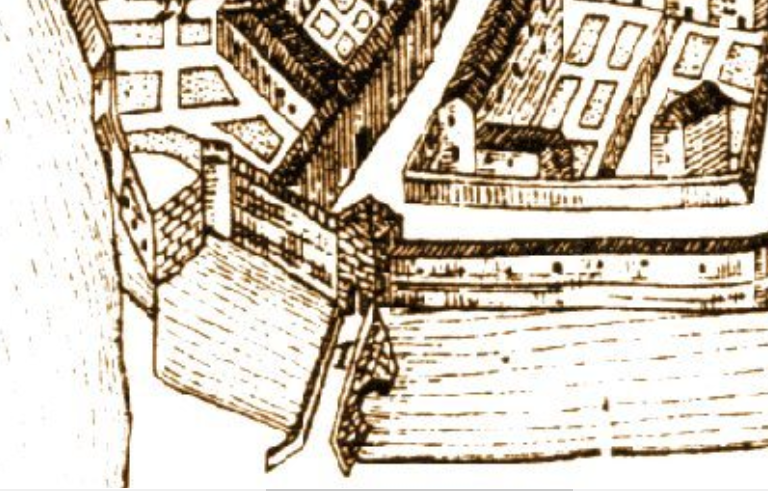
La Portanele (no 1) avant sa destruction.

### Porte de l'Albinque ou Porte Royale
La porte de l'Albinque était des entrées principales de Castres, composée d'une puissante tour, ainsi que d'une barbacane. Après sa reconstruction achevée en 1375, le blason du comte Jean Ier de Bourbon-La Marche surmontait la porte. Elle possédait aussi un petit fort de défense, sûrement nommé Castelmoutou. Celui-ci fut ensuite en palais de justice et en prison, et renommé la Conciergerie, lors des travaux entamés en 1355.
La porte se trouvait au Nord de la ville, à l'emplacement actuel de la place Pierre-Fabre (ex-place de l'Albinque), à proximité du couvent des Cordeliers. À l'époque, elle s'ouvrait sur la route d'Albi et de Lautrec.

C'est la porte par laquelle le roi Henri III de Navarre (futur Henri IV) et ses compagnons le duc de Sully, le prince de Condé et le vicomte de Turenne sont entrés à Castres le 14 mars 1585 au cours des guerres de Religion. C'est pour cela que cette entrée possède aussi le nom de porte Royale. Ce jour-là, les consuls de Castres ont remis les clés de la ville à ces chefs huguenots, car la cité était à majorité protestante. 

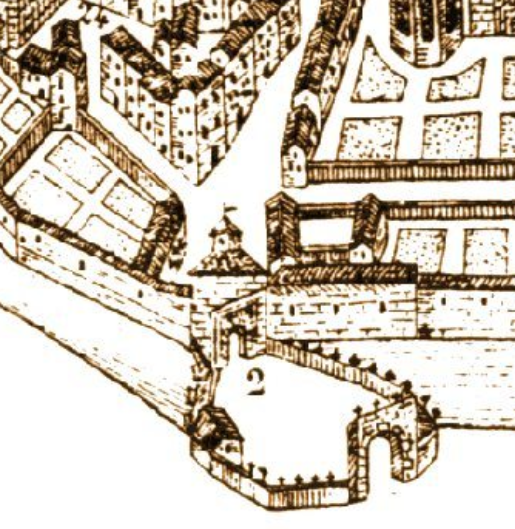
La porte de l'Albinque (no 2) avant sa destruction.

### Portail Neuf
Le portail Neuf était une petite porte fortifiée, composée d'une tour percée par une arche, ainsi que d'un pont enjambant les douves. Elle se trouvait à l'Ouest de la ville, à proximité du couvent des Trinitaires, à l'extrémité de l'actuelle rue Emile-Zola.

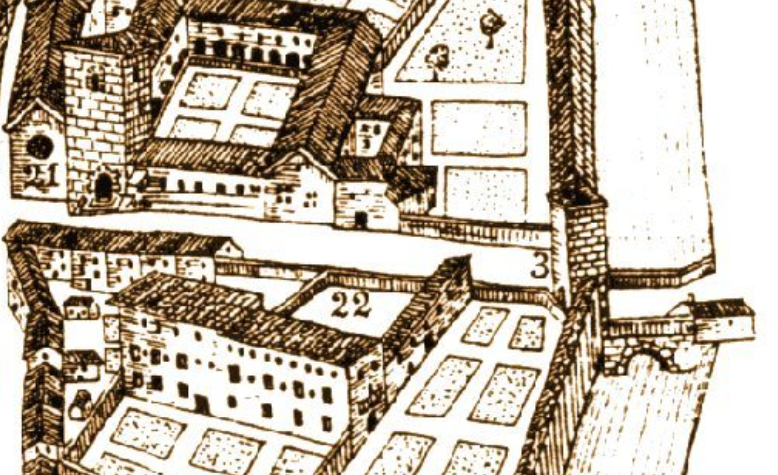
Le portail neuf (no 3) avant sa destruction. On voit le couvent des Trinitaires (no 21).

### Porte Tolosane
La porte Tolosane était une petite porte fortifiée, composée d'une grande tour percée par une arche, et d'un pont en pierre par-dessus les douves. Elle se trouvait à l'ouest de Castres, à l'extrémité de l'actuelle rue de la Tolosane.
La porte Tolosane a été remplacée par deux pilastres. Elle est encadrée par deux folies, qui sont des pavillons ornementés du XIXe siècle élevés par de riches bourgeois.

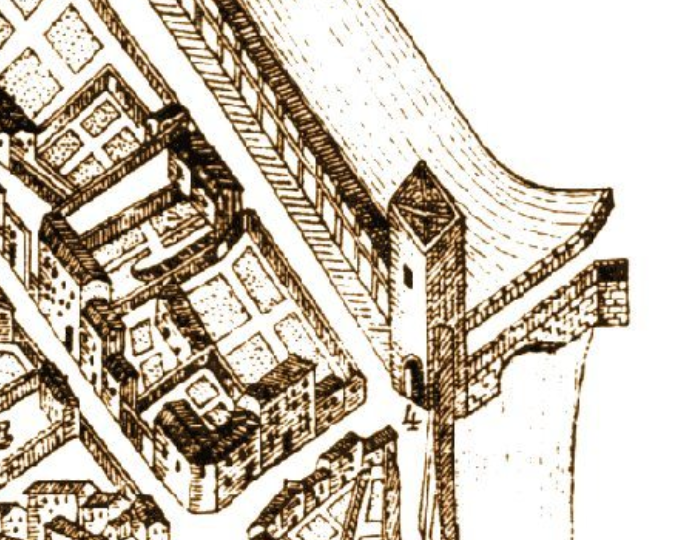
La porte Tolosane (no 4) avant sa destruction.

### Porte Neuve ou de Montfort
La porte Neuve était une des portes principales de Castres, composée d'une grande tour et d'une barbacane. Elle se trouvait au sud-ouest de la cité, à l'extrémité de l'actuelle rue Victor-Hugo.

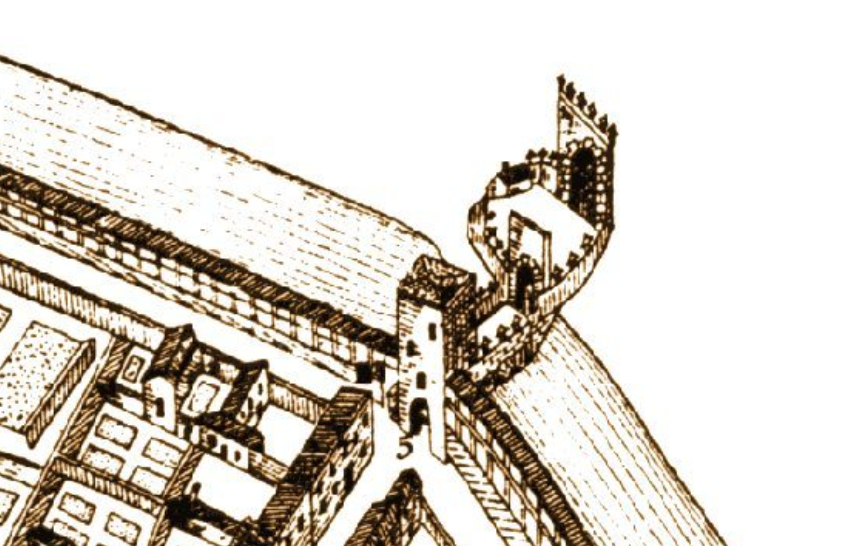
La porte Neuve (no 5) avant sa destruction.

### Porte del Trauc
La porte del Trauc (porte du Trou en occitan), était une petite poterne située au sud de la cité, créé lors des travaux de 1355 par le comte Jean VI. Elle se trouvait près du jeu de Paume et du palais, à l'extrémité de l'actuelle rue Gambetta. Elle tient sûrement son nom de l'hôpital de Notre-Dame del Trauc, aujourd'hui disparu.

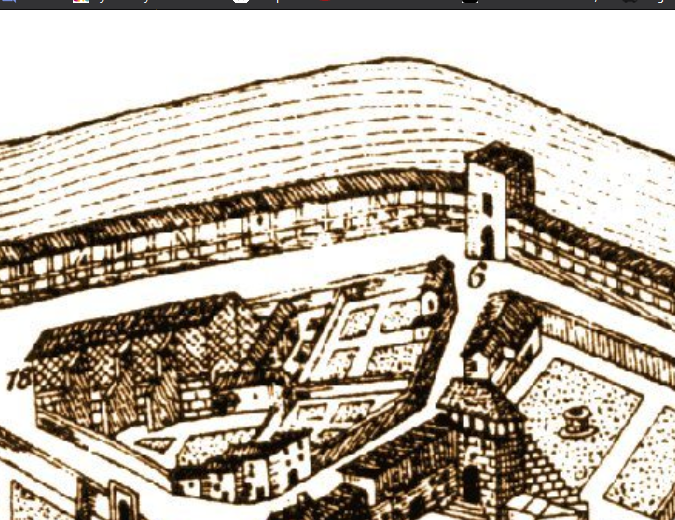
La Porte del Trauc (no 6) avant sa destruction. Elle était alors déjà fermée, et son pont avait disparu.

### Porte des messourgues et la Tour du Moulin
La porte des messourgues était une petite poterne située au sud de Castres, ouverte lors des travaux du comte comte Jean VI en 1355. Elle aurait été surmontée par une tour, nommée tour du Diable jusqu'à une certaine époque. Elle se trouvait à proximité du palais épiscopal et de l'Agout, à l'extrémité de l'actuelle rue de l'Evêché. Elle était aussi surnommée porte des Mensonges car les amoureux de la ville se rencontraient là et se promettaient bien des choses, promesses rarement tenues.
La Tour du Moulin était quant-à-elle une tour des fortifications de l'enceinte.

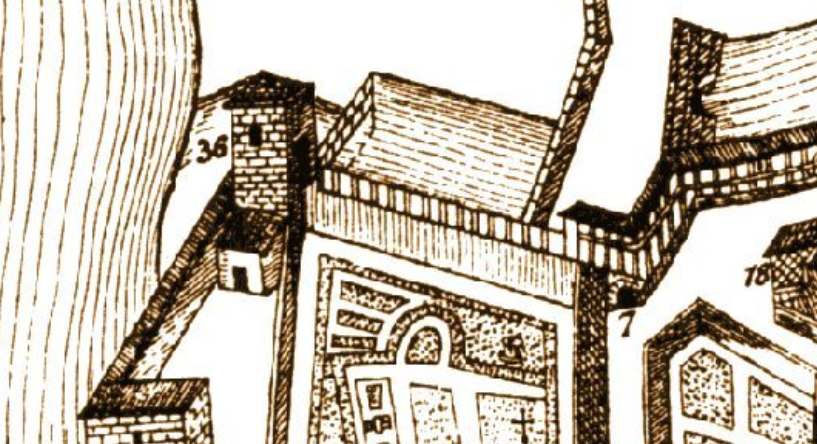
La porte des Messourgues (no 7) et la tour du Moulin (no 36), avant leur destruction.

### Porte d'Empare
La porte d'Empare était une petite porte de Castres, qui s'ouvrait située au Sud de la ville, à l'extrémité de l'actuelle rue d'Empare et à proximité de l'ancien cimetière protestant et de l'Agout. Elle tient son nom du fait que, durant les guerres de Religion, en 1574, les protestants se sont emparés de la ville en passant par elle.

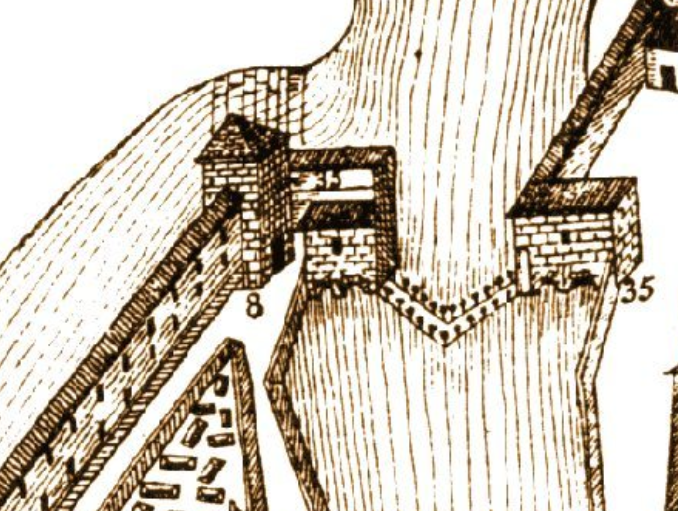
La porte d'Empare (no 8) avant sa destruction. Elle était alors déjà fermée. On voit aussi les moulins de Castres (no 35)

### Porte Narbonnaise ou porte de Villegoudou
La porte Narbonnaise était des entrées principales de la cité. Elle se composait d'une tour massive, ainsi que d'une barbacane. Grâce au plan de 1674, on aperçoit trois portes successives, dont une percée dans la tour. Elle ouvrait sur la route de Narbonne, et elle portait aussi le nom de porte de Villegoudou, en raison du quartier où elle était bâtie.

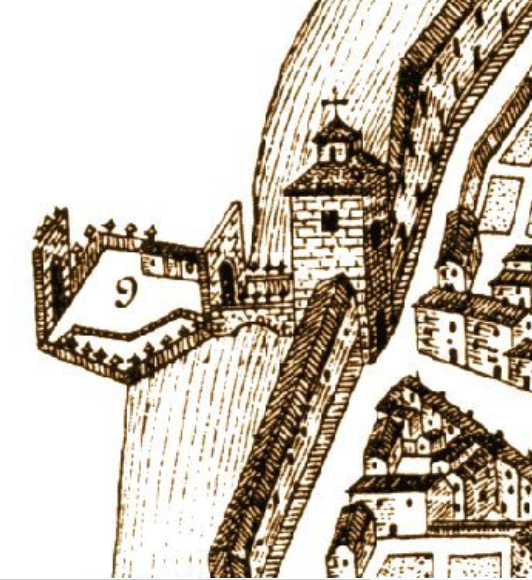
La porte Narbonnaise (no 9) avant sa destruction.

### Porte de Fuziès ou Porte de Sainte-Foi
La porte de Fuziès ou porte de Sainte-Foi, était une petite porte à l'est de la ville, à proximité de l'église Saint-Jacques de Villegoudou, à l'extrémité de l'actuelle rue Fuziès. Elle tient son nom de l'ancienne église paroissiale Sainte-Foi,située hors des remparts et disparue en 1567, dont l'accès se faisait par cette porte.

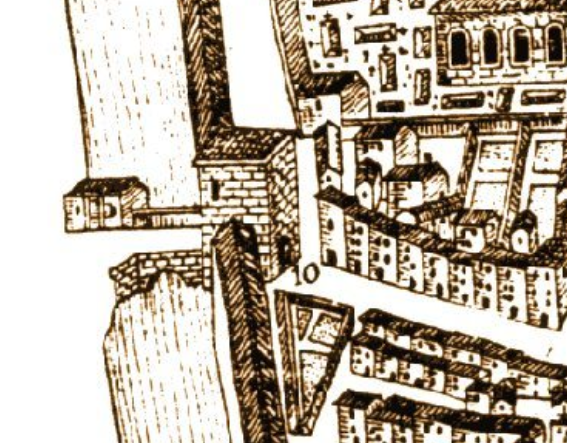
La porte de Fuziès (no 10) avant sa destruction.

### Bastion d'Ardenno
Le bastion d'Ardenno était un bastion des fortifications de Castres, construit sur la rive gauche de l'Agout. Il ne fut pas détruit en 1631, mais vers le milieu du XIXe siècle, lors de travaux de réaménagement. On découvrit alors qu'il était construit avec de nombreux éléments d'architecture religieuse, dont la plupart laissaient à penser qu'ils provenaient de l'église Saint-Jacques-de-Villegoudou.

### Tour Miredames
La Tour Miredames était une tour ronde qui servait d'extrémité aux remparts en bordure de l'Agout. On voyait encore ses fondements dans les eaux de la rivière lorsque Louis de Lacger écrivit l'Histoire de Castres et de son abbaye, en 1937.

### L'aqueduc et les ponts de Castres
La ville de Castres était desservie en eau grâce à un pont-aqueduc qui enjambait les douves à l'Ouest de la Ville au niveau du couvent des Cordeliers. Un aqueduc romain aurait existé durant l'Antiquité, mais il parait improbable que ce soit celui-ci.
A noter que l'accès à la ville par l'Agout était défendu par une solide chaîne, tendue au besoin entre les moulins au sud de la cité pour empêcher le passage de navires.
De plus, les rives de l'Agout étaient reliées par deux ponts :
- Le pont neuf, qui est le plus ancien pont de la ville. Il est tout d'abord en bois, jusqu'à sa transformation en pierre en 1368. En 1454, il possédait un péage.
- Le pont vieux, fortifié et cité dès le XIIIe siècle. Il possédait une unique arche surplombée par une tour-guérite, et était sûrement encadré par deux portes (le plan de 1674 en montre une) : à son origine, il se trouvait hors de la ville et devait donc avoir ses propres défenses[12].

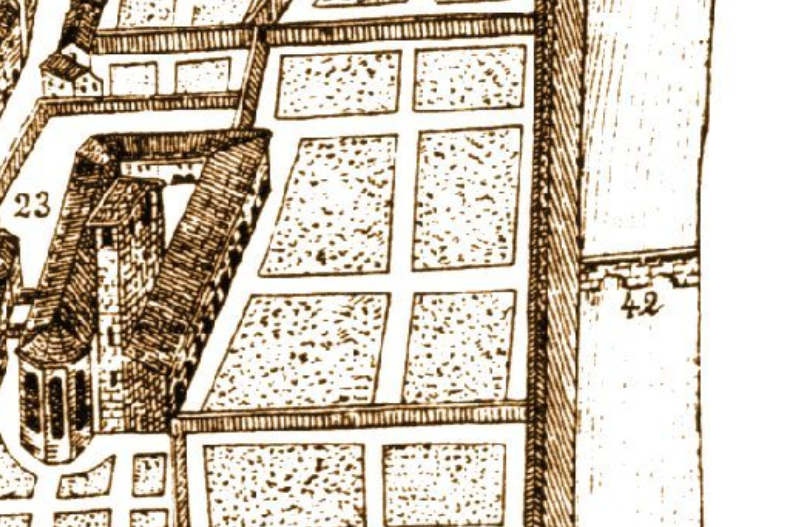
L'aqueduc (no 42) et le couvent des Cordeliers (no 23).
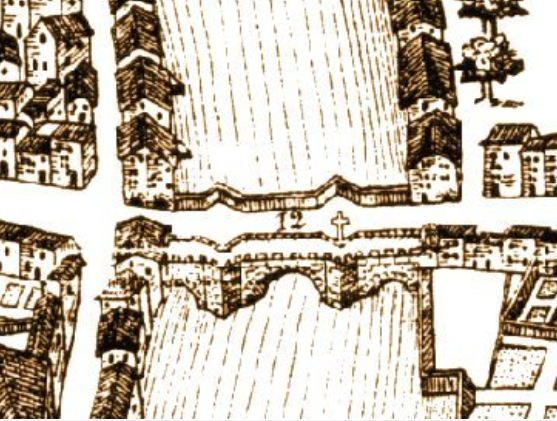
Le pont neuf de Castres.
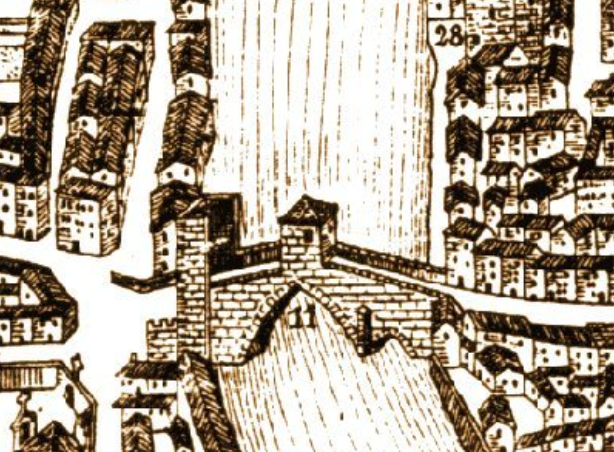
Le pont vieux de Castres.